# エボラちゃん

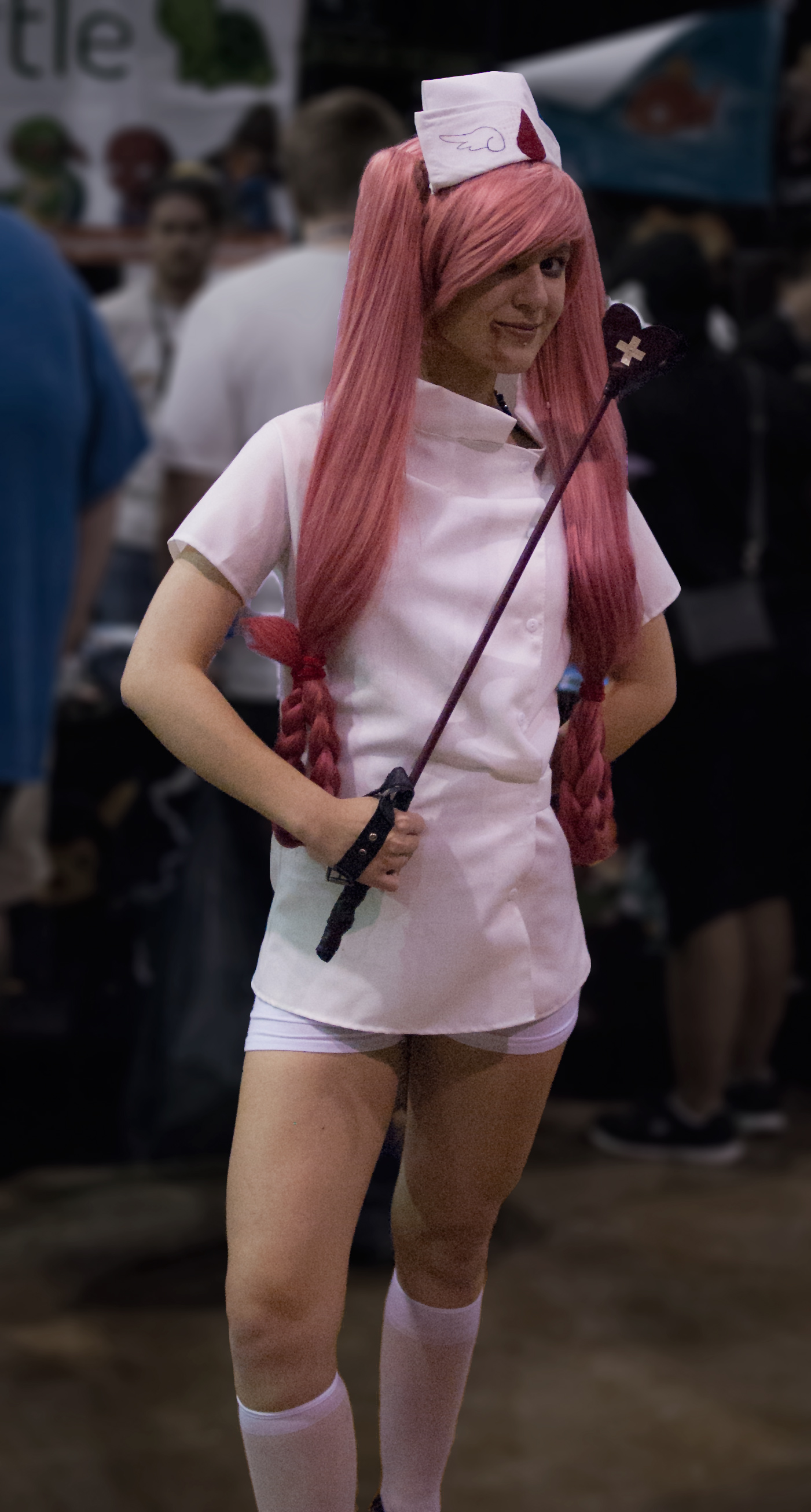

エボラちゃん（Ebola-chan）は、2014年に/pol/を中心に広く拡散されたインターネット・ミームで、ミームの主な媒体となったエボラ出血熱の原因となるエボラウイルスが萌え擬人化された図像のキャラクターに対して呼称されている名称。

## 背景
2014年は西アフリカにおいてエボラ出血熱が流行していた時期であった。感染の拡大速度は凄まじく、9月から4か月以内に50万人が感染する可能性があるとも予測されていた。

## 歴史
「エボラちゃん」ミームで多用される図像は元々は日本のソーシャルメディアであるpixivに投稿されたものだった。2014年8月7日に図像が4chanの/pol/で拡散され、Reddit、Facebookでも使用された。エボラちゃんはdeviantARTでも注目を集めた。ミームが投稿されると、ユーザーは「愛している、エボラちゃん」または「ありがとう、エボラちゃん」などと投稿することが決まった様式となっていた。そのようにしなければ、苦痛と死が訪れるとされていた。一方で、「エボラちゃん」がスレッドに出現すると、「エボラがアフリカ全土を一掃して、別の大陸や人口統計も攻撃し、そうでなければ人間に似た動物を除去することを望む」というようなアフリカ人に対する人種差別的なメッセージや、陰謀論も投稿されるようになった。このミームは4chan外にも持ち込まれ、一部のユーザーはナイジェリアのオンラインフォーラムであるNairalandで意図的にエボラちゃんの図像を用いて「エボラ医師がカルト教団に属している」「白人がウイルスを拡散している」などといった虚偽の投稿を行い、ナイジェリア人のユーザーに陰謀論を信じ込ませようとした。4chanのユーザーはヨーロッパとアメリカに出現したという「新たな人種差別主義者」が「エボラの悪魔」または「女神」に祈っていると主張していた。その光景を捉えた画像だと誤認させるために、エボラちゃんの図像の前に祭壇が置かれた画像が投稿された。『20ミヌーテン』によると、この陰謀論は実際にナイジェリアに急速に広まった。
4chanの管理人はエボラちゃんを用いて行われる一部の嫌がらせ行為に関するメディアからの質問に回答しなかったが、エボラちゃんに関連する投稿を新たに管理し始めた形跡が観察されている。
2014年10月9日、マサチューセッツ州イーストロングメドウで犬の散歩をしていた男性は、エボラちゃんの絵が置かれた不審な祭壇を発見した。祭壇には火の点いていない蝋燭や意味不明な文字や記号が書かれた紙などもあった。警察は祭壇が置かれた目的をブラッドムーンへの崇拝によるものではないかと推論したが、エボラウイルスと関係があるのかもしれないとも述べた。その後、祭壇は撤去された。

## キャラクター
先端がウイルスの形に曲がった、ピンクのピッグテールの髪の毛で、大きな目をした少女のアニメのようなキャラクターとして描かれる。看護師の服を着ており、血まみれの頭蓋骨を手に持っている。西洋のメディアの一部は、キャラクターは白人女性だと解説している。

## 評価
『ワシントン・ポスト』のケイトリン・デューイは、「エボラちゃん」について「いたずら、悪い冗談、人種差別が交わっている」と述べている。
『ロシア・トゥデイ』は、「エボラ出血熱の発生に関する最も不合理な10の陰謀説」の内の1つに「エボラちゃん」を挙げた。
『Vice』は、「武器化したミーム」であるISISちゃんとは対照的に、エボラちゃんは腹を立たせるように設計されていると分析している。
Business 2 Communityのオースティン・フラッキアは、エボラちゃんの髪の毛の先端がエボラウイルスの形をしていることは「素晴らしくクリエイティブなタッチ」であると評した。

## 大衆文化
『ヤンデレシミュレーター』では、主人公をエボラちゃんの外見にしてプレイできるイースターエッグ「エボラモード」が実装されている。